# Laoshan Shuiku
Laoshan Shuiku är en reservoar i Kina. Den ligger i provinsen Shandong, i den östra delen av landet, omkring 310 kilometer öster om provinshuvudstaden Jinan. Laoshan Shuiku ligger 37 meter över havet. Arean är 1,7 kvadratkilometer. Trakten runt Laoshan Shuiku består till största delen av jordbruksmark. Den sträcker sig 1,5 kilometer i nord-sydlig riktning, och 2,9 kilometer i öst-västlig riktning.
Genomsnittlig årsnederbörd är 852 millimeter. Den regnigaste månaden är juli, med i genomsnitt 278 mm nederbörd, och den torraste är januari, med 12 mm nederbörd.